# Nicky Jam
Nick Rivera Caminero (Boston, Massachusetts, 17 de març de 1981), més conegut com a Nicky Jam, és un cantant i compositor de reggaeton estatunidenc d'ascendència dominicana per part de mare i porto-riquenya per part de pare.

## Inicis
Durant els anys noranta, quan vivia als Estats Units, utilitzava el sobrenom de Nick MC i al moment d'arribar a Puerto Rico un vianant li va dir de broma que sonava millor Nicky Jam, que Nick MC o Nicky. Al principi no li va agradar gaire, però després li va trobar sentit, ja que Nicky li deia la seva mare i Jam en anglès significa Melmelada. Més tard es va adonar que aquest nom li era útil i és el que ha fet servir durant la seva carrera musical. Nicky Jam també va fer la versió en anglès de la seva cançó "Hasta el Amanecer" del seu àlbum Fénix.

## Consolidació musical
Després del seu primer EP, Nicky va seguir treballant i va aconseguir posicionar més de deu temes entre els èxits del moment, a més de col·laboracions amb productors reconeguts, com Dj Playero i Dj Benny Blanco, entre d'altres, amb els quals va sorgir l'oportunitat de conèixer a Héctor i Tito, els quals li van oferir ser el seu corista per a un concert a la República Dominicana i va néixer una complicitat laboral i personal. També va participar Daddy Yankee, coneixent-se en aquest recital i donant com a resultat un gran duo, però seguint sent artistes individuals. Nicky Jam juntament amb Eddie Dee van influenciar Daddy Yankee. Més endavant, per raons personals, cada artista va decidir seguir el seu camí en el món de la música. Nicky Jam va obtenir popularitat en posar a la venda el 2001 l'àlbum Haciendo Escante, produït per Mesa Records i Pina Records.

## Des del 2007
Nicky Jam va arribar a Colòmbia el 2007 per presentar diversos espectacles i va sorprendre's de la reacció de tota la gent en cantar les seves cançons i viure la seva música, així que va decidir mudar-se al país i rellançar la seva carrera musical. Gràcies a l'audiència colombiana, amb singles de gran èxit com a "Curiosidad", "Piensas en la mia", "Sigo aquí", "Tu primera vez" i "Juegos Prohibidos", el seu retorn va ser un èxit i tots arribaren al núm. 1 en les ràdios colombianes.
A YouTube els seus vídeos musicals sumen milions de visites. També participa amb Daddy Yankee en Prestige en la cançó «El party me llama». Però els temes que el van ajudar a triomfar i retornar a la fama mundial són "Voy a Beber" i "Travesuras" sobretot aquest últim que aconsegueix el número 4 del Hot Latin Songs en la seva versió original i el remix al costat d'Arcangel, De la Ghetto, Zion & J Balvin i el videoclip compten amb més de 435.000.000 visites a YouTube. Tant ha estat el seu èxit que va ser convidat a participar en la cançó La Calle Lo Pidió (Remix) al costat de Tito El Bambino, Cosculluela, Wisin, J Alvarez & Zion com a part de la societat dels diners, també en el single Tremenda Sata (Remix) al costat d'Arcàngel, De la Ghetto, Daddy Yankee & Pla B i en la cançó Adiós (Remix) al costat de Ricky Martin. Al setembre de 2014 llança el single «Si Tu No Estas» al costat de De La Ghetto amb el qual tingué més de 100 milions de visites i el gener de 2015 llança "El perdón" i el vídeo amb lletra que en menys d'una setmana ja tenia 7 milions de reproduccions, i que sobrepassà les 300.000.000 de visites en vuit mesos. Aquest tema s'ha tornat un dels favorits del públic, ja que poques setmanes després del seu llançament es va col·locar en el rànquing Top Latin Songs - Urban Colòmbia de Monitor Llatí situant-se en les primeres 5 posicions. Hi ha una versió del «Perdón» al costat d'Enrique Iglesias. En el 2015 va ser gravat en estudi per difondre'l, també té la seva versió en argentina per doggoman i ombra balck de Colòmbia. La setmana del 21 de març de 2015, després d'estar un mes entre les primeres posicions, arriba al núm. 1 del Hot Latin Songs de la revista Billboard. El 23 de març llança el videoclip oficial «Perdón» al costat d'Enrique Iglesias.
Nicky Jam s'ha convertit en un fenomen llatí de YouTube, ja que té més de 3.000.000 de subscriptors i més de 2 bilions de visites. En tot el seu canal amb el seu propi segell discogràfic independent La Indústria Inc (actualment treballa amb Sony Music Latin). El més important és que està produint el seu proper àlbum d'estudi Nicky Jam Punt 7. També té 2 futurs projectes al costat de dos dels millors productors del gènere urbà, Musicologo & Menis, que formen part de la companyia El Cartel Records, els àlbums es diuen: Nicky Jam Edition i Els Cangris Edition al costat del seu col·lega Daddy Yankee, en aquest últim els fanàtics tenen molta expectativa sobre aquesta recopilació.
En 2015 rep una nominació als YouTube Music Awards per la seva cançó Travesuras. És nominat per primera vegada als Premis Billboard de la música llatina on es va presentar cantant el seu èxit Travesuras.
Les seves cançons més conegudes són «Voy a beber», «Travesuras», «Si Tu No Estas» i «El perdón». A més col·labora en altres cançons com «Una Noche Mas» de Kevin Roldan, «Suele Suceder» de Piso 21, «Fanática Sensual» Remix de Plan BDesam, «Ay Vamos» Remix de J Balvin, i té clàssics molt coneguts com a «Yo No Soy Tu Marido» i «Yo Me Voy Pa'l Party».

## 2015: Coliseu de Puerto Rico
El 2015, Nicky Jam va fer el seu primer concert en el Coliseu de Puerto Rico, amb dos concerts el 17 i 18 de setembre simultàniament. Va comptar amb Daddy Yankee, Farruko, Tito El Bambino, Cosculluela, Arcàngel, De la Ghetto,J Balvin entre altres convidats.

## Segells discogràfics
L'any 95' va signar per Picoll Enterprices i ha llançat els seus 3 primers àlbums sota aquest segell, també va formar part de Pina Records durant el 1998 i el 2008. Va aconseguir crear una productora al costat de Daddy Yankee però només va durar dos anys. Fins al 5 de febrer ha editat sota el seu propi segell La Industria Inc i ha signat un contracte amb la discogràfica Sony Music.

## Discografia

### Àlbums
- 2001: Haciendo escante
- 2004: Vida escante
- 2007: The Black Carpet
- 2017: Fenix
- 2019: Intimo

### Cançons
- "Descontrol"
- "Gata Salvaje" (featuring Daddy Yankee, Hector & Tito)
- "La Gata" (featuring Daddy Yankee)
- "Tu Cuerpo En La Cama" (featuring Daddy Yankee)
- "La Conspiracion" (featuring Daddy Yankee, Falo)
- "En La Cama" (featuring Daddy Yankee)
- "Guayando" (featuring Daddy Yankee)
- "Como Te Llamas"
- "Vamos A Perrear"
- "Te Quiero Tocar"
- "Sabanas Blancas" (featuring Daddy Yankee)
- "Me Voy Pa'l Party"
- "Yo No Soy Tu Marido"
- "Buscarte" (featuring Daddy Yankee)
- "Sentirte" (featuring Daddy Yankee)
- "Musika Killa" (featuring Daddy Yankee)
- "Ya No Queda Nada" (featuring Tito Nieves, La India and K-Mil)
- "Chambonea"
- "Loco"
- "Vive Contigo"
- "Tus Ojos"
- "Pasado" (featuring R.K.M & Ken-Y)
- "Dale"
- "Tú Tienes Que Ser Mía"
- "Gas Pela" (featuring R.K.M)
- "Ton Ton Ton" (featuring R.K.M & Ken-Y)
- "Dime Si Piensas En Mí"
- "I Love You"
- "Noche De Accion"
- "Tienen El Control"
- "Piensas En Mi"
- "Piensas En Mi Remix" (featuring Jory, Lui-G 21+)
- "Olvidarte No Quiero" (featuring Magnate & Valentino, Alberto Stylee)
- "Eres Tu"
- "Curiosidad"
- "Juegos Prohibidos"
- "El Party Me Llama" (Daddy Yankee)
- "Tu Primera Vez"
- "Voy A Beber"
- "Voy A Beber Remix" (featuring Ñejo)
- "Voy A Beber Remix 2" (featuring Ñejo, Farruko, Cosculluela)
- "Travesuras"
- "Los Perros Se Enamoran" (Andy Rivera)
- "Una Noche Mas" (Kevin Roldan)
- "Suele Suceder" (Piso 21)
- "Sigo Aquí"
- "Adicta"
- "La Calle Lo Pidió Remix" (Cosculluela, Tito El Bambino, Wisin, Zion and J Alvarez)
- "Travesuras Remix" (featuring De La Ghetto, Arcángel, Zion, J Balvin)
- "Contesté Remix" (El Sica)
- "Si Tu No Estas" (featuring De La Ghetto)
- "El Perdón"
- "Adiós" (Mambo Remix) (featuring Ricky Martin)
- "El Perdón" (featuring Enrique Iglesias)
- "Desahogo" (Featuring Carla Morrison).
- "Vida Loca" (Featuring Black Eyed Peas, Tyga).
- "Sube La Music" (featuring. De La Ghetto)